# Opozycyjna Platforma – Za Życie
Opozycyjna Platforma – Za Życie (ukr. Опозицiйна платформа — За життя, ros. Оппозиционная платформа — За жизнь) – była socjalliberalna i socjaldemokratyczna ukraińska partia polityczna o profilu prorosyjskim oraz eurosceptycznym. Oficjalnie została założona 13 grudnia 2018, a zlikwidowana sądownie 15 września 2022.
Od 2019 była to druga (po Słudze Ludu, wspierającej i będącej jednocześnie zapleczem politycznym dla obecnego prezydenta Wołodymyra Zełenskiego) siła polityczna reprezentowana w Radzie Najwyższej Ukrainy (44 deputowanych). 

Według różnych badań socjologicznych przeprowadzonych pod koniec 2020, Opozycyjna Platforma – Za Życie cieszyła się największą popularnością wśród wszystkich partii politycznych na Ukrainie. 

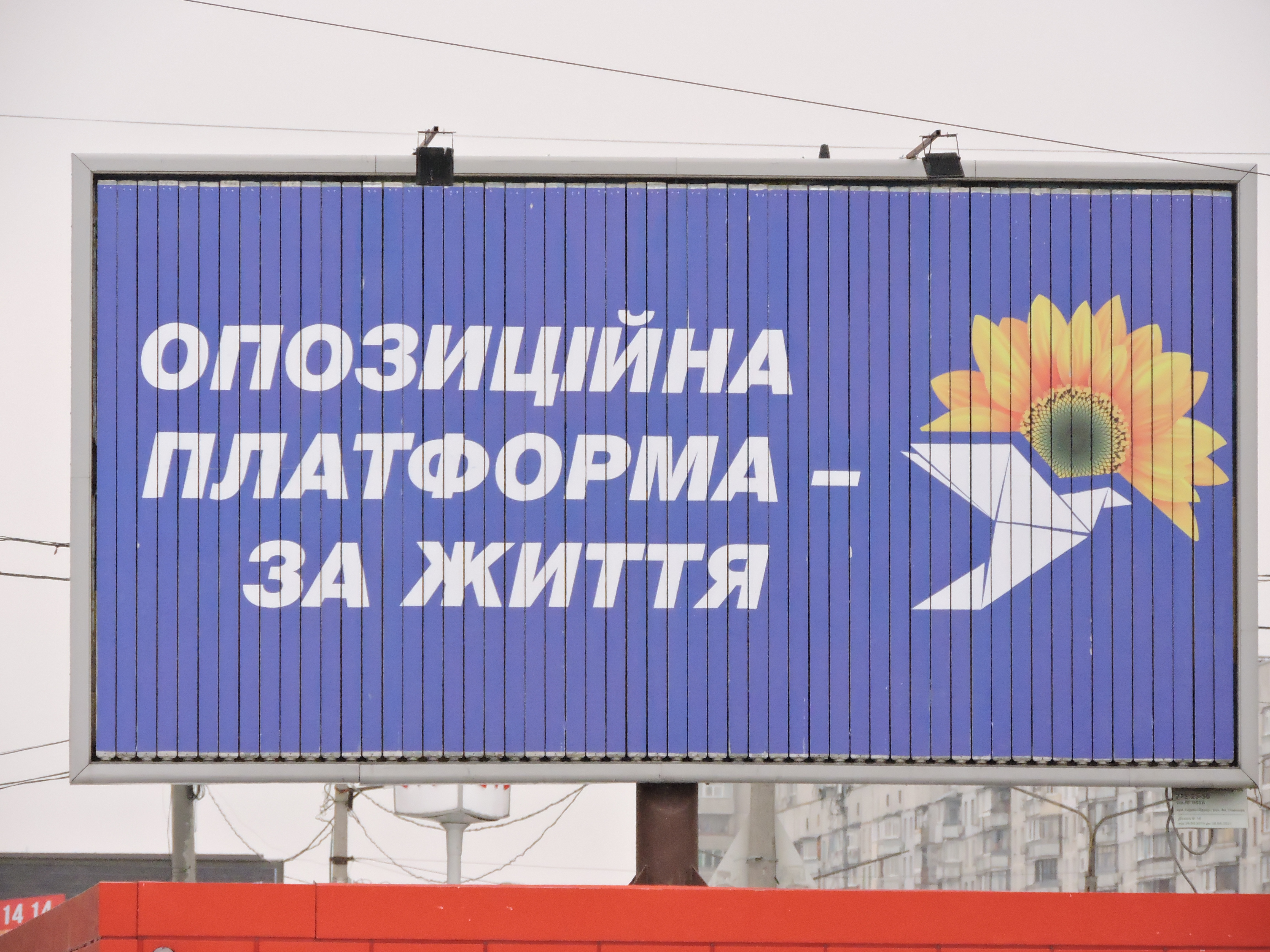
Plakat polityczny partii w Charkowie

Poparcie dla ugrupowania w wyborach parlamentarnych w 2019 (zaznaczone kolorem niebieskim)

20 czerwca 2022 roku zdelegalizowana przez sąd apelacyjny we Lwowie.

## Historia
Według informacji podawanych przez „Ukraińską prawdę” – już latem 2018 doszło do rozmów w sprawie połączenia Bloku Opozycyjnego i partii Za Życie w jedno ugrupowanie. Zainicjować mieli je Serhij Lowoczkin oraz Dmytro Firtasz. 9 listopada 2018 Jurij Bojko i Wadym Rabinowycz podpisali w imieniu obu ugrupowań porozumienie o współpracy w przyszłorocznych wyborach prezydenckich i parlamentarnych. Tego samego dnia Wadym Nowynski i Borys Kołeśnikow przyznali, że zawarcie umowy było „osobistą inicjatywą” Jurija Bojko i Blok Opozycyjny nie podjął wcześniej żadnych decyzji odnośnie do współpracy z partią Za Życie. 13 grudnia 2018 ogłoszono oficjalnie powstanie nowego ugrupowania politycznego – Opozycyjnej Platformy – Za Życie.
W wyborach prezydenckich w 2019 kandydatem ugrupowania na urząd prezydenta Ukrainy został Jurij Bojko (22 stycznia 2019 oficjalnie zarejestrowano jego kandydaturę). W I turze Bojko uzyskał 2 206 216 głosów, co przełożyło się na 11,67% głosów i zapewniło mu 4. miejsce wśród kandydatów.
W przededniu wyborów prezydenckich Bojko i Medwedczuk przyjechali do Moskwy, gdzie spotkali się z premierem Federacji Rosyjskiej Dmitrijem Miedwiediewem i prezesem Gazpromu Aleksiejem Millerem. Tematem spotkania było przedłużenie umowy na transport rosyjskiego gazu przez terytorium Ukrainy. Już po wyborach prezydenta Ukrainy, Bojko i Medwedczuk wzięli udział w Międzynarodowym Forum Ekonomicznym w Petersburgu, gdzie prowadzili podobne negocjacje.
W wyborach parlamentarnych w 2019 r. Opozycyjna Platforma – Za Życie uzyskała 1 908 087 głosów, co przełożyło się na 13,05% poparcia. Największe poparcie ugrupowanie uzyskało na wschodzie i południu kraju. Partia wprowadziła do Rady Najwyższej Ukrainy 43 deputowanych. Ponad 11% wybranych stanowiły kobiety.
10 lipca 2019 liderzy partii – Jurij Bojko, Wiktor Medwedczuk i Wadym Rabinowycz – kolejny raz odwiedzili Moskwę, gdzie odbyli konferencję z najważniejszymi politykami Jednej Rosji, w której uczestniczyli Dmitrij Miedwiediew i Boris Gryzłow. Tematem zorganizowanego spotkania była chęć wznowienia dialogu rosyjsko-ukraińskiego.
10 marca 2020 oficjalna delegacja partii gościła w Dumie Państwowej Federacji Rosyjskiej.
W wyborach samorządowych w 2020 partia zajęła trzecie miejsce w skali kraju, uzyskując 11,75% poparcia. Kandydat wystawiony przez ugrupowanie został merem w Krzywym Rogu, ponadto w tamtejszej radzie miejskiej Opozycyjna Platforma – Za Życie zawarła porozumienie z lokalnym blokiem, wobec czego uzyskała większość.
3 lipca 2020 do biura partii w Połtawie wrzucono granat, w wyniki eksplozji jedna osoba została kontuzjowana.
W lutym 2021 partia zainicjowała impeachment prezydenta Wołodymyra Zełenskiego.
Po rozpoczęciu inwazji na Ukrainę przez Rosję stanęła w obliczu kryzysu, a większość wywodzących się z jej szeregów deputowanych opuściła Ukrainę.
W marcu 2022, działalność ugrupowania z uwagi na jego związki z Rosją została zawieszona. 14 kwietnia 2022 roku partia została rozwiązana w ukraińskim parlamencie. W dniu 20 czerwca 2022 roku VIII Apelacyjny Sąd Administracyjny zdelegalizował partię. Majątek partii i wszystkich jej oddziałów przeszedł na państwo. 15 września 2022 roku Sąd Najwyższy Ukrainy oddalił ostateczną skargę w sprawie delegalizacji partii, co oznacza, że partia została całkowicie zdelegalizowana na Ukrainie.

## Program wyborczy i stanowiska partii

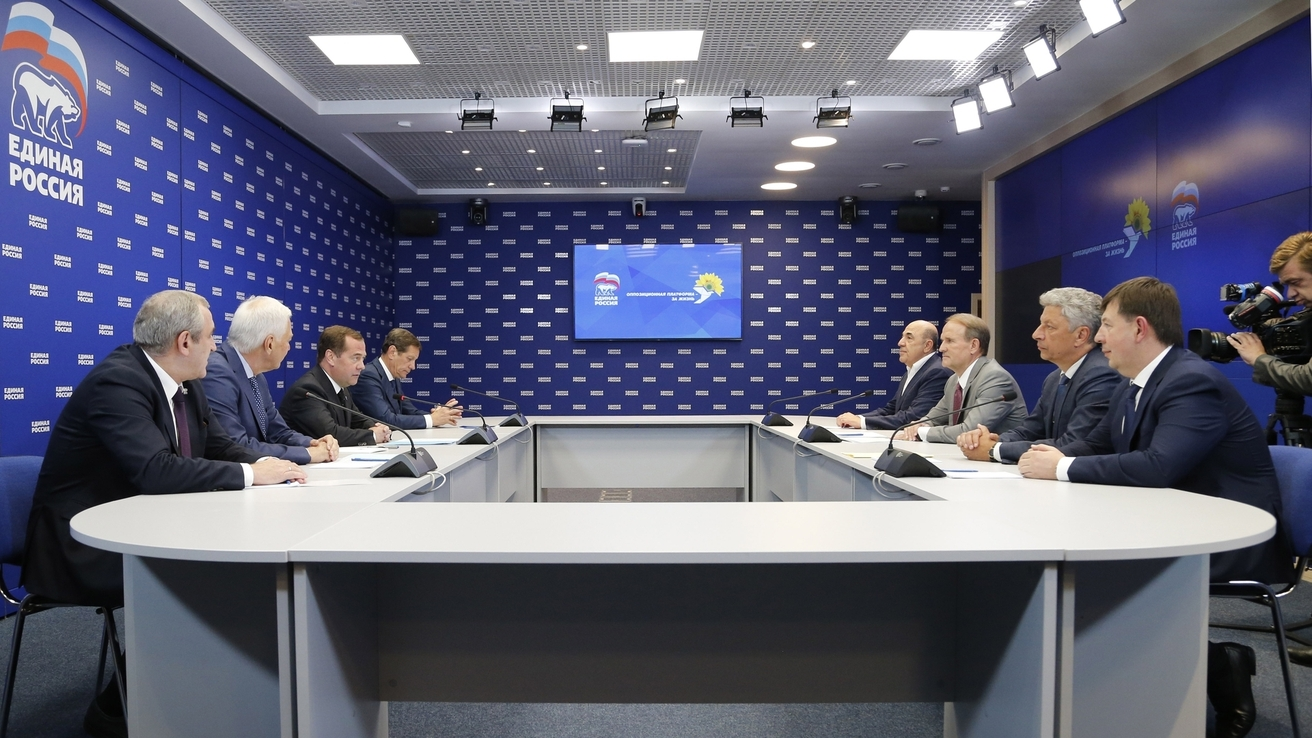
Spotkanie najważniejszych polityków Opozycyjnej Platformy – Za Życie i Jednej Rosji w 2019

W programie wyborczym Opozycyjnej Platformy – Za Życie na wybory parlamentarne w 2019 obiecano: cofnięcie ustaw dekomunizacyjnych, lustracyjnych i ukrainizacyjnych, renegocjację umowy stowarzyszeniowej Ukrainy z Unią Europejską oraz ożywienie handlu z krajami należącymi do Wspólnoty Niepodległych Państw. Partia chce również zakończyć wojnę w Donbasie, negocjując bezpośrednio z Doniecką Republiką Ludową i Ługańską Republiką Ludową. W programie partyjnym nie odniesiono się natomiast do kwestii Krymu. Liderzy ugrupowania podkreślają jednak, że półwysep krymski pozostaje integralną częścią państwa ukraińskiego.
Dużo miejsca partia poświęca weteranom II wojny światowej i pamięci historycznej (obchodom Dnia Zwycięstwa nad Nazizmem i Dnia Wyzwolenia Ukrainy od faszystowskich najeźdźców). 17 lutego 2020, na posiedzeniu liderów frakcji parlamentarnych, Wadym Rabinowycz wezwał do wysłania państwowej delegacji ukraińskiej do Moskwy na paradę z okazji Dnia Zwycięstwa, po czym zaczął śpiewać radziecką piosenkę „Święta wojna”.
Mediami sprzyjającymi ugrupowaniu są stacje telewizyjne: 112 Ukraina, ZIK, NewsOne oraz Inter.

## Władze partyjne
- Jurij Bojko – współprzewodniczący
- Wadym Rabinowycz – współprzewodniczący
- Wiktor Medwedczuk – przewodniczący Rady Politycznej i Rady Strategicznej
- Serhij Lowoczkin – przewodniczący Komitetu Wykonawczego

## Wyniki wyborcze

### Wybory prezydenckie
| Wybory | Kandydat    | I tura    | I tura | Uwagi                                  |
| Wybory | Kandydat    | Głosów    | %      | Uwagi                                  |
| ------ | ----------- | --------- | ------ | -------------------------------------- |
| 2019   | Jurij Bojko | 2 206 216 | 11,67% | Kandydat nie przeszedł do drugiej tury |

### Wybory parlamentarne
| Wybory | Uzyskane głosy | %     | Liczba deputowanych wprowadzonych do Rady Najwyższej Ukrainy |
| ------ | -------------- | ----- | ------------------------------------------------------------ |
| 2019   | 1 908 087      | 13,05 | 43/424                                                       |

### Wybory samorządowe
źródło
| Wybory | %      | Liczba deputowanych wprowadzonych przez partię do władz regionalnych |
| 2020   | 11,75% | 4021/43122                                                           |